# Tramp
Pour les articles homonymes, voir Tramp (homonymie).
Tramp est une série de bande dessinée française créée par Jean-Charles Kraehn et Patrick Jusseaume.
Après le décès de Patrick Jusseaume en 2017, le scénariste Jean-Charles Kraehn décide de poursuivre la série et c'est Roberto Zaghi qui est choisi pour dessiner les planches des albums suivants (a partir du douzième).

## Synopsis
Au milieu du XXe siècle, Yann Calec est un jeune officier de la marine marchande qui se voit confier le commandement d'un navire dont il ignore qu'il est destiné à être coulé dans une sombre histoire de baraterie. Il déjoue les plans machiavéliques des escrocs qui tentent de le faire enfermer.

## Albums
1. Le Piège, 1993  (ISBN 2-205-04087-1)
2. Le Bras de fer, 1994  (ISBN 2-205-04094-4)
3. Le Bateau assassiné, 1996  (ISBN 2-205-04384-6)
4. Pour Hélène, 1999  (ISBN 2-205-04579-2)[1]
5. La Route de Pointe-Noire, 2001  (ISBN 2-205-04856-2)
6. La Piste de Kibangou, 2003  (ISBN 2-205-05203-9)[2]
7. Escale dans le passé, 2005  (ISBN 2-205-05525-9)
8. La sale Guerre, 2007  (ISBN 978-2-205-05802-4)
9. Le Trésor du Tonkin, 2009  (ISBN 978-2-205-06117-8)
10. Le Cargo maudit, 2012  (ISBN 978-2-205-06512-1)
11. Avis de tempête, 2017  (ISBN 978-2-205-07318-8)
12. Traquenard en Mer, 2022  (ISBN 978-2-205-08989-9)
13. Les captifs de Saint-paul, 2023  (ISBN 978-2-205-20624-1)[3]
14. Escale à haut risque, 2025  (ISBN 978-2-205-21156-6)[4]

Les albums sont écrits par Jean-Charles Kraehn et dessinés par Patrick Jusseaume, jusqu'au tome 12, à partir duquel ils sont dessinés par Roberto Zaghi,. Ils sont publiés aux Éditions Dargaud. C'est l'ancien marin Georges Tanneau qui conseille les auteurs.
Il existe également 2 hors séries, Sur le pont avec Jusseaumeécrit par olivier Cassiau et dessiné par Patrick Jusseaume et Story board de piste de Kibangou écrit par Jean-Charles Kraehn et dessiné par Patrick Jusseaume.
Enfin, des versions intégrales des 3 premiers cycles sont sorties respectivement en 2000, 2006 et 2011.

## Documentation
- Olivier Cassiau, Tramp. Sur le pont avec Jusseaume, Petit à petit, coll. « Aficionado », 1999.
- Henri Filippini, Dictionnaire de la bande dessinée, Paris, Bordas, 2005, 2e éd. (ISBN 978-2-04-729970-8), p. 638.
- Patrick Gaumer, « Tramp », dans Dictionnaire mondial de la BD, Paris, Larousse, 2010 (ISBN 9782035843319), p. 864-5.